# Al sur de Granada
Pour plus de détails, voir Fiche technique et Distribution.
Al sur de Granada est un film espagnol réalisé par Fernando Colomo, sorti en 2003.

## Synopsis
En 1919, le soldat démobilisé Gerald Brenan loue un appartement dans la ville de Yegen. Il passe son temps à lire, se promener et écrire de la poésie. Il commence aussi à nouer des liens avec la population locale.

## Fiche technique
- Titre : Al sur de Granada
- Réalisation : Fernando Colomo
- Scénario : Fernando Colomo, Jonathan Gathorne-Hardy et Miriam Ruiz d'après le livre South from Granada de Gerald Brenan
- Musique : Juan Bardem
- Photographie : José Luis Alcaine
- Montage : Antonio Lara
- Production : Fernando Bovaira et Gustavo Ferrada
- Société de production : Antena 3 Televisión, Canal+ España, Fernando Colomo Producciones Cinematográficas, Sogecine et TeleMadrid
- Pays :  Espagne
- Genre : Comédie dramatique, romance et biopic
- Durée : 111 minutes
- Dates de sortie : 
  -  Espagne : 10 janvier 2003

## Distribution
- Matthew Goode : Gerald Brenan
- Verónica Sánchez : Juliana
- Guillermo Toledo : Paco
- Consuelo Trujillo : María
- Ángela Molina : Doña Felicidad
- Antonio Resines : Don Virgilio
- Laurence Fox : Ralph Partridge
- Bebe : Ángeles
- Jessica Kate Meyer : Dora Carrington
- James Fleet : Lytton Strachey
- María Alfonsa Rosso : Doña Clara
- Sebastián Haro : Don Gabriel « Culonegro »
- Mariana Cordero : Máxima
- Juan Margallo : Emiliano
- Sandra Wahlbeck : Gamel Woolsey
- Sauce Ena : Frances
- Roberto Quintana : Don Fernando
- Mariano Peña : Don José
- María José Barroso : Martina
- Mona Martínez : la mère de l'enfant endormi
- Maite Sandoval : Juliana Mayor

## Distinctions
Le film a été nommé pour cinq prix Goya et a reçu celui de la meilleure musique.